# 山崎麻衣
山崎 麻衣（やまざき まい、1991年12月30日 - ）は、プラチナムプロダクションに所属していた日本の女性ファッションモデル・タレントである。愛称は「やままい」。
現在は株式会社アンカットに所属し、「山崎 まい」（やまざき まい）として活動している。
2016年8月25日 レーシングドライバーの塚越広大選手と入籍。2017年2月26日、挙式。

## 来歴
- 2010年、SUPER GTイメージガール『G☆RACE』のメンバーとしてデビュー。レースには岡山とマレーシアを除く全戦に出演し、ライブパフォーマンスにも参加した。
- 2010年6月、同じ事務所の友稀サナ、北川富紀子と共にファッション雑誌『EDGE STYLE』（双葉社）のモデルとして活動する。
- 2011年1月、アメーバブログを立ち上げる。同年2月20日、SUPER GT『ZENT sweeties』メンバーに選ばれる。
- 2012年3月4日、クロースタジオ東雲で行われた『ZENT sweeties 2011卒業イベント』を最後に芸能界を引退。同時に所属事務所も退所した。
- 2015年6月、株式会社アンカットに所属モデル業を再開し、女優も行っている。

## 人物
- 趣味：ネットサーフィン、ゲーム、ワープロ
- 特技：フラワーアレンジ
- 妹が1人いる（本人のブログより）。

## 参加作品（CD）
G☆RACEとして
- SUPER EUROBEAT presents SUPER GT 2010（avex trax・2010年4月28日発売） 曲名『FLY HIGH!!』
- SUPER EUROBEAT presents SUPER GT 2010～Second Round～（avex trax・2010年9月8日発売） 曲名『FLY AGAIN』